# Casa Bonaventura Coma
La Casa Bonaventura Coma és una obra eclèctica de Gelida (Alt Penedès) protegida com a Bé Cultural d'Interès Local.

## Descripció
Edifici entre mitgeres que ocupa el xamfrà del carrer de la Barceloneta i del carrer de Colom. Consta de soterrani, planta i tres pisos. La coberta és de teula àrab. L'altura dels forjats és decreixent en augmentar el nivell del carrer. La construcció respon a les característiques del llenguatge de l'eclecticisme.

## Història
La casa Bonaventura Coma està situada davant de la Casa de la Vila, en una zona d'eixample de finals del segle xix.